# Продор Келта на Балкан
Галски поход на Балкан је назив за миграције, односно велику експедицију келтских племена која су се око године 280. п. н. е. запутиле из своје тадашње постојбине у Панонији, односно подножју Карпата на Балкан с циљем да покоре тамошње народе, односно опљачкају тамошње земље, прије свега Грчку и њене богате полисе. Инвазија, која је великим дјелом користила хаос изазван недавним ратовима дијадоха је испочетка имала велики успјех, тако да су Гали покорили Тракију, велики дио Илирије, опустошили Македонију и продрли све до централне Грчке. Неуспјех да се заузме богато светиште у Делфима године 279. п. н. е. је, пак, довео до пропасти похода те су галске војске уништене. Дио Гала се населио на истоку, у Тракији, гдје је основао краткотрајну државу са сједиштем у Тилису, а дио је преко Хелеспонта отишао у Малу Азију, гдје је у тамошњим централним висоравнима основао државу касније познату под називом Галатија.

## Насељавање југоисточне Европе
Насељавање Келта на просторе југоисточне Европе датира из 4. вијека п. н. е. и коинцидира с келтским продорима у Италију. У том периоду су се келтске групе доселиле у подножје Карпата и долину Дунава. На челу су им биле конфедерације племена познате као Боји и Волци, а миграције су се одвијале кроз двије најважније руте - долином Дунава те источно из Италије. Након битке на Алији и опсаде Рима, коју вршили 387. (или 390) године прије нове ере, Келти су продрли у дио Јадранског приморја (западни Балкан), а можда и у предио данашње Босне. Страбон наводи податак о мјешању Келта (Гала) са илирским племеном Јапода, које је живјело у југозападној Босни, Лици и дијеловима Словеније, што не мора значити и мјешање у етничком смислу.
Према легенди, из Италије се на подручје Илирије населило чак 300.000 Келта.. Захваљујући томе се до почетка 3. вијека п. н. е. становништво Паноније готово у потпуности келтизирало.. Тако се на подручју Паноније може пронаћи велики број латенских артефаката, али су они, с друге стране, ријетки на подручјима источно од Тисе и јужно од Саве.. С обзиром на њихове специфичне карактеристилке, називају се норичко-панонском варијацијом келтске културе. Келти су се окористили плодним земљиштем око панонских ријека, развили пољопривреду и керамику, као и искориштавали руднике у данашњој Словенији. Тако се развила ново велико келтско подручје које се пружало од данашњег Беча до ријеке Тисе.

## Рани продори на југ
Келти су из Панонске низине почели продирати на југ, прије свега у облику ограничених похода чији је једини мотив била пљачка, а главна запрека релативно неплодан и неприступачан терен. Упркос томе, постоје индиције да су се они интензивирали у другој половини 4. вијека п. н. е. након што су Илири постајали исцрпљени сталним сукобима са својим јужним сусједима, прије свега Македонијом. Келти се, с друге стране, саме Македонце нису усуђивали нападати, поготово у вријеме владавине Филипа II и Александра Великог, те су њихове мете били једино Илири. Детаља о келтско-илирским сукобима из тог периода, пак, има врло у историјским изворима.
У свом другом походу, Келти су преко Паноније и Дунава кренули према југу, ка Македонији и Делфима, али су претрпјели пораз. Удружена келтска племена су разбијена. Стоји Теопомпов податак о сукобу Келта и илирског племена Ардијеји, 359 – 358. године прије нове ере, као и примијењеном келтском ратном лукавству, које се састојало у тровању противника храном. Могло би се прихватити и тумачење о сеоби Аутаријата (потиснутих Келтима) и њихово покоравање Трибала. По другом, сигурнијем извору, Аутаријате су унуштили Скордисци (келтско племе, које се стационирало између ријека Мораве и Дунава, па и у Срему, након неуспелог похода на Македонију и Делфе, 279. године старе ере) а који су се касније измешали са Трачанима и Илирима.
Године 335. п. н. е. историјски извори биљеже како је Александар Велики, за вријеме свог похода на сјевер Тракије, примио изасланство Келта које му је одало почаст. Након Александрове смрти, Келти почињу све интензивније нападати илирска и трачка подручја. Године 310. п. н. е. келтски генерал Молистомос је продро у Илирију, покоривши Дарданце, Пеонце и Трибале, због чега је морао интервенисати македонски краљ Касандар. Године 298. п. н. е. Касандар је разбио још једну келтску војску у Тракији, али је део војске под Камбаулом продро у Тракију где је створено ново, трајније упориште.

## Походи на Грчку

### Велики поход 279. п. н. е.
281. п. н. е. је означила прекретницу у келтским продорима на југ Балкана и Грчку. Колапс Лизимахове дијадошке државе у Тракији је отворила пут за миграцију.Различити антички аутори поход тумаче различитим разлозима - Паусанија као главни мотив наводи похлепу за богатим плијеном, Јустин пренасељеност тадашњих галских подручја, док Мемнон тврди да је Гале на југ потјерала глад. Према Паусанији, Гали су прије великог похода покренули један мањи под Камбаулом, који је прекинут чим су Гали схватили да ће им за успјех бити потребно више људи.
Године 280. п. н. е. је у Панонији окупљена војску коју је чинило 85.000 ратника, а која се, подијељена у три одреда, покренула у велики поход на југ према Македонији и централној Грчкој. Први одред, од 20.000 ратника под Керетријем, кренуо је на Трачане и Трибале. Други одред, који је водио Брен. За Брена се вјерује да је припадао иначе непознатом племену под именом Прауси. и Акихоријем. Неки аутори сматрају да су Брен и Акихорије били исте личности, односно да је „брен“ у ствари титула, а Акихорије право име. је кренуо против Пеонаца док је трећи одред, под Болгиосом, кренуо на Македонце и Илире.
Болгиос је нанио тежак пораз Македонцима, чији је краљ Птолемеј Кераун заробљен, а потом му одрезана глава. Болгиосов контингент је, међутим, након тога успјешно заустављен од македонског племића Состена, те се, задовољан тада стеченим плијеном, окренуо натраг на сјевер. Состена је, међутим, поразио Бренов одред, којему више ништа није стајало на путу да пустоши земљу.
Брен је након тога успјешно наговорио остале поглавице да покрену нови, овај пут још већи поход чија би мета требало да буду богати градови централне Грчке. Антички извори јављају како се тада створила војска огромне снаге од 152.000 пјешака и 24.400 коњаника - бројке у које сумњају модерни историчари. Разлог забуне је можда био у тактици коју Паусанија зове тримарцисиа, а у којој је сваки коњаник уза себе имао двоје слугу на коњима, чији је искључиви задатак био дати му свјежег коња, ако је његов коњ убијен или рањен.

### Битка код Термопила (279. п. н. е.)
Чувши за поход, грчки градови сјеверно од Коринта су склопили савез и створили коалицију коју су чинили Етолци, Беоћани, Атењани, Фокиђани. Њихова је војска запосјела стратешки важан пролаз код Термопила. Приликом првог судара, Брен и његови Гали су, слично као и Персијанци у термопилској бици два вијека раније, одбијени и велике губитке. Зато је Брен одлучио послати један одред на Етолију, надајући се како ће се етолски контингент грчке војске повући како би бранио своје домове. Та се нада испоставила оправданом. Етолци су, међутим, у својој домовини брзо схватили како Келте - опасне једино у борби прса у прса - могу поразити користећи чаркашку тактику. Према Паузанији, Акихоријев контингент је тешке губитке у Етолији, одакле се Бреновој главнини вратило тек њих половина.
Брен је, међутим, исто као и Ксеркс, пронашао начин да заобиђе грчке положаје, па је грчка војска била присиљена евакуисати се бродовима.

### Напад на Делфе
Брен је са својом војском наставио напредовање на југ, гдје му је мета била Делфи, односно главно грчко светиште с великом ризницом. Тамо је, међутим, поражен од грчке војске те присиљен на повлачење. Приликом повлачења је преминуо од задобивених рана. Његова војска се повукла преко Сперхиос, али су је тамо разбили Тесалци и Малијци.
Антички извори галски пораз објашњавају тиме што је у тренутку напада на Делфе избила тако жестока олуја да галске снаге нису могле чути команде својих поглавица нити маневрисати. Ноћ након олује се спустио мраз, а тада су Грци изненада напали с двије стране. Брен је рањен, што је довело до панике, па су Гали чак убили своје рањенике како би што прије могли побјећи.

## Послије грчке кампање
Већина научника сматра да је грчка кампања представљала катастрофу за Келте. Међутим, други тврде да стално освајање није био њихов циљ, већ да су намјеравали да пљачкају богатства Грчке - што су урадили. Штавише, иако су били протјерани из Грчке, њихова снага на југоистоку Европе није била на крају.
Неки од преживјелих из грчке кампање, коју је предводио Комонторис (један од Бренових заповједника) населили у Тракији, основавши краткотрајну град-државу Тилис. Другу групу Гала, која се одвојила од Бренове војске 281. п. н. е. Никомед I је превео у Малу Азију да му помогне да побједи свог брата и осигура престо Битиније. На крају су се населили у региону који је по њима прозван Галатија. Њих је поразио Антиох I, па су Гали остали ограничени на неплодне висоравни у центру Анадолије.
Келтска племена су и даље били водећи политички ентитет на сјеверном Балкану од 4 до 1. вијека прије нове ере. Боји су контролисали већину сјеверне Паноније током 2. вијека прије нове ере, а такође се помињу да су освојили територије на подручју савремене Словачке. У бојској конфедерацији налазила су се и друга племана која су насељавала Панонију. То су били Таурисци у горњем току Саве, западно од Сиска, као и Анарти, Оси и Котини у карпатском басену. У доњем току Саве Скордисци су над својим суседима доминирали више од једног вијека.
Друга половини 1. вијека прије нове ере је донијела велику промјену у односима варварских племена у Панонији. Пораз бојанске конфедерације од гето-дачког краља Буребисте је значајно пореметио келтску контролу над карпатским басеном, а дио процеса келтизације је преокренут. Ипак, више келтска племена се и даље појављују у изворима. Херкунјати и Латобици су се доселили из сјеверних региона (Германија). Нова племена, која носе латинске називе (као што Арабијати), вјероватно представљају нове групе настале из поражене бојанске конфедерације. Да би додатно ослабили келтску превласт у Панонији, Римљани су преселили панонско-илирско племе Азала на сјевер Паноније. Политичка доминација коју су претходно уживали Келти била је у сјенци нових варварских конфедерације, као што су Маркомани и Јазиги. Њихова етничка независност се постепено изгубила пошто су се утопили у околна дачка, илирска и германска племена, иако је келтско име преживјело до 3. вијека нове ере.

## Остали трагови
На једном запису у граду Доклеји у Црној Гори, помиње се келтска богиња Епона. Њен је култ везан за коња, а наведени натпис јој је посветио војник једне римске кохорте (Cohors VIII voluntarium) јер је наведена богиња поштована од стране коњичких војних јединица у Риму. Ово се не може узети као доказ о животу и задржавању Келта међу Доклеатима и другим илирским племенима на подручју данашње Црне Горе. Ако су и прошли овим подручјем. Елементи келтског карактера (као њихов утицај) овдје се јављају само у извјесним формама накита из каснијег периода (I и II вијек прије нове ере, а не из времена наведеног келтског продора на Балкан ) .